# Transports urbains de Tampere
Les Transports urbains de Tampere (en finnois : Tampereen Kaupunkiliikenne, sigle TKL), anciennement Autorité des transports de la ville de Tampere (en finnois : Tampereen Kaupungin Liikennelaitos est un opérateur de transport par bus appartenant à la ville de Tampere en Finlande.
TKL n'exploite que des itinéraires non concurrentiels sur la base d'une décision politique d'approvisionnement direct.

## Chiffres clés
|                                  | 2020 | 2019 | 2018 | 2017 |
| -------------------------------- | ---- | ---- | ---- | ---- |
| Trajets (millions)               | 12,8 | 20,7 | 20,3 | 20,5 |
| Kilomètres parcourus (millions)  | 9,6  | 10,3 | 10,1 | 10,0 |
| Kilomètres en service (millions) | 8,6  | 9,2  | 9,2  | 9,2  |
| Effectif                         | 343  | 378  | 381  | 354  |
| Bus en service                   | 136  | 151  | 154  | 148  |
| Chiffre d'affaires (millions €)  | 27,1 | 29,2 | 28,5 | 27,9 |
| Subventions (millions €)         | 0,0  | 0,0  | 0,0  | 2,1  |
| sources :                        |      |      |      |      |

## Équipement
TKL a 124 bus en mai 2022, dont plus des deux tiers sont des trolleybus à trois essieux.
Les voitures comptent, selon le modèle, 60 à 124 sièges passagers.
L'âge moyen des bus est de 8,3 ans (décembre 2021).
Les marques des bus sont Scania, Solaris et Volvo.

## Lignes de bus de TKL
| Ligne      | Trajet |
| ---------- | --- |
| 1          | Kaupin kampus - Tays - Rautatieasema - Sorin aukio |
| 2          | Rauhaniemi - Yliopisto - Sorin aukio - Keskustori - Särkänniemi |
| 3          | Hervanta - Hakametsä - Rautatieasema - Keskustori - Pyynikintori |
| 5          | Länsi-Hervanta - Hervantakeskus - Vuores - Lahdesjärvi - Taatala- Koivistonkylä - Viinikka - Ratina - Koskipuisto - Keskustori |
| 6          | Länsi-Hervanta - Hervantakeskus - Lukonmäki - Viiala - Messukylä - Yliopisto - Sorin aukio - Koskipuisto - Rautatieasema - Tays - Linnainmaa - Holvasti - Vatiala                                                                 |
| 7          | (7Y Nurmi -) Linnainmaa - Ristinarkku - Uusikylä - Hakametsä - Kalevanharju - Sorin aukio - Koskipuisto - Keskustori - Pispala - Epilä - Kaarila - Tesoma - Kalkku                                                                |
| 7Y         | Nurmi - Linnainmaa - Ristinarkku - Uusikylä - Hakametsä - Kalevanharju - Sorin aukio - Koskipuisto - Keskustori - Pispala - Epilä - Kaarila - Tesoma - Kalkku                                                                     |
| 8          | Kyösti - Pirkkala - Härmälä - Hatanpää - Ratina - Sorin aukio - Koskipuisto - Keskustori - Pispala - Epilä - Ristimäki - Tesoma - Haukiluoma                                                                                      |
| 9          | Annala - Hikivuori - Kaukajärvi - Messukylä - Yliopisto - Sorin aukio - Koskipuisto - Keskustori - Pyynikintori - Santalahti - Lielahti - Niemenranta - Lentävänniemi                                                             |
| 10         | Kaukajärvi - Nekala - Ratina - Sorin aukio - Koskipuisto - Keskustori - Pyynikki - Tahmela |
| 11         | Pirkkala - Pere - Partola - Toivio - Vihilahti - Hatanpää Tays - Ratina - Rautatieasema - Jussinkylä - Ranta-Tampella - Tays |
| 12         | Vaitti - Vähäjärvi - Pirkkala - Kurikka - Partola - Messukeskus - Ratina - Lielahti - Ryydynpohja - Lintulampi - Niemi - Reuharinniemi                                                                                            |
| 13         | Lintuhytti - Hervantakeskus - Hallila - Koivistonkylä - Vihilahti - Hatanpää Tays - Ratinanranta - Hämeenpuisto - Santalahti - Lielahti - Ikuri - Tesoma                                                                          |
| 14         | Turtola - Muotiala - Veisu - Nekala - Ratina - Sorin aukio - Rautatieasema - Finlayson - Amuri - Pispala - Epilä - Kaarila - Tesoma - Lamminpää                                                                                   |
| 15         | Höytämö - Peltolammi - A Lakalaiva - Taatala / B Sarankulmankatu - Hatanpää Tays - Ratina - Rautatieasema - Finlayson - Amuri - Pispala - Epilä - Kaarila - Rahola - Villilä - A Myllypuro / B Pitkäniemi                         |
| 16         | Takahuhti - Irjala - Huikas - Ruotula - Kaupin kampus |
| 17         | Vehmainen - Linnainmaa - Niihama - Ruotula - Kaupin kampus |
| 18         | Atala - Linnainmaa - Niihama - Ruotula - Kaupin kampus |
| 19         | Hervanta - Hermia - Rusko - Kaipanen - Annala - Kaukajärvi - Messukylä - Yliopisto - Sorin aukio - Koskipuisto - Keskustori - Pyynikintori - Santalahti - Lielahti - Niemenranta - Lentävänniemi                                  |
| 26         | Petsamo - Tammela - Rautatieasema - Sorin aukio - Ratina - Ratinanranta - Hämeenpuisto - Amuri - Pispala - Ranta-Kaarila - Rahola - Tesoma                                                                                        |
| 27         | Järvensivu - Sorin aukio - Ratina - Ratinanranta - Kaakinmaa - Pispalanharju |
| 28         | Soppeenmäki - Vuorentausta - Lamminpää - Lielahti - Pispala - Amuri - Hämeenpuisto - Ratinanranta - Ratina - Sorin aukio - Rautatieasema - Kaleva - Tays - Ruotula - Niihama - Linnainmaa - Atala - Olkahinen - Taraste - Ruutana |
| 29         | Rahola - Kaarila - Epilä - Pispala - Amuri - Kaleva - Tays - Kissanmaa - Uusikylä - Huikas - Pappila - Linnainmaa - Risso |
| 30         | Partola - Nuoliala - Pere - Härmälä - Vihilahti - Hatanpää - Ratina - Sorin aukio - Rautatieasema - Jussinkylä - Ranta-Tampella                                                                                                   |
| 31         | Partola - Sarankulma - Vihilahti - Hatanpää - Ratina - Rautatieasema -Jussinkylä - Ranta-Tampella |
| 32         | Hakametsä - Vuohenoja - Messukylä - Ristinarkku - Uusikylä - Kissanmaa - Tays - Tays Arvo |
| 33         | Mäyränmäki - Vuores - TAKK - Viinikka - Ratina - Sorin aukio - Koskipuisto - Keskustori |
| 34         | TAKK - Lahdesjärvi - Peltolammi - Sarankulma - Partola - Linnakallio - Vaitti - Turkkirata - Turri - Kyösti - Pirkkala |
| 35         | Mäyränmäki - Vuores - Viinikka - Ratina - Sorin aukio - Koskipuisto - Keskustori |
| 36         | Hervanta - Muotiala - Härmälä - Pakkalankulma - Haikka - Pirkkala |
| 37         | Olkahinen - Linnainmaa - Takahuhdin koulu - Hakametsä |
| 38         | Hervanta - Kaukajärvi - Linnainmaa - Tays - Santalahti - Lielahti - Niemenranta - Lentävänniemi |
| 39         | Höökinmäki - Sankila - Sionkylä - Pirkkala |
| 39A        | Pirkkala - Huovi - Lentoasema |
| 40A        | Pikonlinna/B Mobilia/C Vatiala (D Mobilia - Tiihala) - Kangasala - Vehmainen - Messukylä - Yliopisto - Sorin aukio - Koskipuisto - Keskustori                                                                                     |
| 41         | Mobilia - Kangasala - Kaupin kampus |
| 42         | Kuhmoinen - Sahalahti - Kangasala - Tampere |
| 44         | Kangasala - Valkeakoski |
| 46         | Perälä - Suinula - Ranssila - Ruutana - Kangasala |
| 47         | Kangasala - Ponsa - Orivesi |
| 48         | Kangasala - Sahalahti - Kuhmalahti (A Pakkala) - Pohja |
| 49         | Orivesi - Eräjärvi - Pohja |
| 50         | Lempäälä - Moisio - Ideapark - Multisilta - Taatala - Koivistonkylä - Viinikka - Ratina - Sorin aukio - Koskipuisto - Keskustori                                                                                                  |
| 52A        | Haurala / B Laasonportti - Lempäälä - A Vanattara / B Ruskea-ahde - Kulju - Sääksjärvi - Viinikka - Ratina - Sorin aukio - Koskipuisto - Keskustori - Pyynikintori                                                                |
| 55         | Vesilahti - Lempäälä - Ideapark - Viinikka - Ratina |
| 58         | Hervanta - Sääksjärvi - Kulju/x Valtatie 3 - Ideapark |
| 60         | Valkeakoski - Ideapark - Viinikka - Ratina |
| 63         | Valkeakoski - Kelho - Ahtiala - Lempäälä |
| 64         | Valkeakoski, Tori - Sointula - Tori |
| 65         | Valkeakoski, Tori - Roukko - Eerola - Ulvajanniemi - Tori |
| 66         | Valkeakoski - Metsäkansa - Rantoo |
| 67         | lignes de Valkeakoski 67A, 67B, 67C, 67D, 67E et 67G |
| 70         | Keho - A Vihola/B Koskenmäki - Nokia - Maatiala - Pispala - Keskustori |
| 71         | Harjuniitty - Lähdeniitty - Lähdekorpi - Nokia - Ilkan alue/Kankaantaka - Myllypuro - Tesoma - Lamminpää - Lielahti |
| 72         | Sammalisto - Keho - Vihola - Santalahti - Tuulensuu |
| 77         | Nokia - Tottijärvi |
| 78         | Nokia - Sarkola |
| 79         | Siuro/Linnavuori - Nokia - Sarpatti - Katajala - Sankila - Katajala - Turri - Kyösti - Pirkkala |
| 80A        | Moisio/B Asuntila/C Metsäkylä - Soppeenmäki - Teivo - Lielahti - Santalahti - Keskustori - Koskipuisto - Sorin aukio |
| 82         | Siivikkala - Honkasalo - Pohtola - Lielahti (- Santalahti - Tuulensuu) |
| 84         | Takamaa - Moisio - Kirkonseutu - Soppeenmäki |
| 85         | Kuru - Mutala - Moisio - Kirkonseutu - Soppeenmäki |
| 86         | Siivikkala - Pohtola - Lielahti - Lamminpää - Vuorentausta - Soppeenharjun koulu - Ylöjärvi / 86x Siivikkala - Teivaala - Ryydynpohja - Ylöjärvi                                                                                  |
| 90         | Terälahti - Kämmenniemi - Sorila - Linnainmaa - Niihama - Ruotula - Tays - Kaleva - Rautatieasema - Keskustori - Pyynikintori |
| 91         | Aitoniemi - Aitolahti - Sorila |
| 92         | Kämmenniemi - Viitapohja - Pulesjärvi - Kintulammi - Sorila |
| 93         | Kämmenniemi - Teisko kko - Terälahti - Mäntylä |
| 94         | Kämmenniemi - Maisansalo - Terälahti - Mäntylä |
| 95         | Orivesi - Niihama - Ruotula - Tays - Kaleva - Rautatieasema - Ratina |
| 103        | Lentoasema - Tampere |
| Sources, : | |